# Músculo tirohioideo
El músculo tirohioideo es músculo corto y cuadrilátero, situado debajo del músculo esternohioideo. Debido a la cercanía limitante que posee la inserción del músculo esternotiroideo con el origen del músculo tirohioideo (ambos en la línea oblicua del cartílago tiroides), parece prolongación del esternotiroideo. Se extiende desde el cartílago tiroides al hueso hioides.

## Origen
Se origina en la superficie externa de la lámina del cartílago tiroides, línea oblicua.

## Inserciones
Se inserta en el borde inferior del asta mayor y en las partes adyacentes del cuerpo del hioides.

## Relaciones
El tirohiodeo, presenta dos caras, anterior y posterior.
- Cara anterior está cubierta por los músculos esternocleidohioideo y el omohioideo.
- Cara posterior cubre al cartílago tiroides y a la membrana tirohioidea, y entre estos (músculo tirohioideo y membrana tirohioidea) se encuentra la bolsa serosa de Boyer. También cubre a los nervios laríngeos superiores.

## Inervación
Está inervado por las ramas primarias anteriores de C1, que alcanzan el músculo a través del nervio hipogloso.

## Acción
Baja el hueso hioides, o bien, si éste se halla fijo por la contracción previa de sus elevadores, actúa sobre la laringe, a la que obliga a elevarse.